# Présence d'esprit (album)
Albums de Les Trois Accords
Beaucoup de plaisir
(2018)
Singles
1. Piscine hors terre
Sortie : 12 août 2022
2. Internet
Sortie : 1er février 2023
3. Vol à l'étalage
Sortie : 7 juin 2023
4. Costume de bain
Sortie : février 2024
5. Pâté chinois
Sortie : 8 octobre 2024

Présence d'esprit est le septième album studio du groupe rock québécois Les Trois Accords, sorti le 21 octobre 2022.

## Liste des titres
| 1.    | Internet           | 3:13 |
| 2.    | Costume de bain    | 3:21 |
| 3.    | Le matin           | 3:45 |
| 4.    | Vol à l’étalage    | 3:28 |
| 5.    | Visite nocturne    | 3:05 |
| 6.    | Pâté chinois       | 3:33 |
| 7.    | Piscine hors terre | 3:32 |
| 8.    | Vedette pop        | 3:10 |
| 9.    | Ouija              | 3:04 |
| 10.   | Hypnose            | 3:52 |
| 34:03 |                    |      |